# Zespół Parinauda
Zespół Parinauda – zespół neurologiczny spowodowany uszkodzeniem podkorowego ośrodka skojarzonego spojrzenia do góry lub w dół. Ośrodek ten znajduje się na poziomie spoidła tylnego, w przedniej części jądra śródmózgowiowego pęczka podłużnego przyśrodkowego. Zespół został nazwany od Henriego Parinauda.
W zespole Parinauda występują:
- porażenie nerwu okoruchowego,
- porażenie nerwu bloczkowego,
- porażenie pęczka podłużnego przyśrodkowego.

Objawami są: 
- brak reakcji źrenic na światło,
- porażenie ruchów gałek ocznych w górę i dół,
- zachowana reakcja źrenic na zbieżność.

Objaw Parinauda (objaw zachodzącego słońca, ang. setting sun sign) – izolowane porażenie spojrzenia ku górze. Może to być objaw uszkodzenia okolicy przedpokrywkowej, w przebiegu podwyższonego ciśnienia płynu mózgowo-rdzeniowego (spotykany jest u dzieci z torbielami mózgu lub wodogłowiem). Objaw polega na widocznym u pacjenta skierowaniu gałek ocznych w dół i związanym z tym pojawieniu się rąbka twardówki nad tęczówką. Obraz może być nasilony przez ucisk na stropy oczodołów lub nerwy okoruchowe.